# Dolmen des Mardelles
Le dolmen des Mardelles est une tombe mégalithique du type sépulture sous dalle situé à Barbonne-Fayel, dans le département français de la Marne.

## Historique
La sépulture est découverte en 1913 lors de travaux agricoles. Averti de la découverte, Émile Schmit, correspondant de la commission des Monuments historiques fouille la tombe dans les jours qui suivent.
La tombe est classée au titre des monuments historiques par arrêté du 17 mai 1921.

## Description

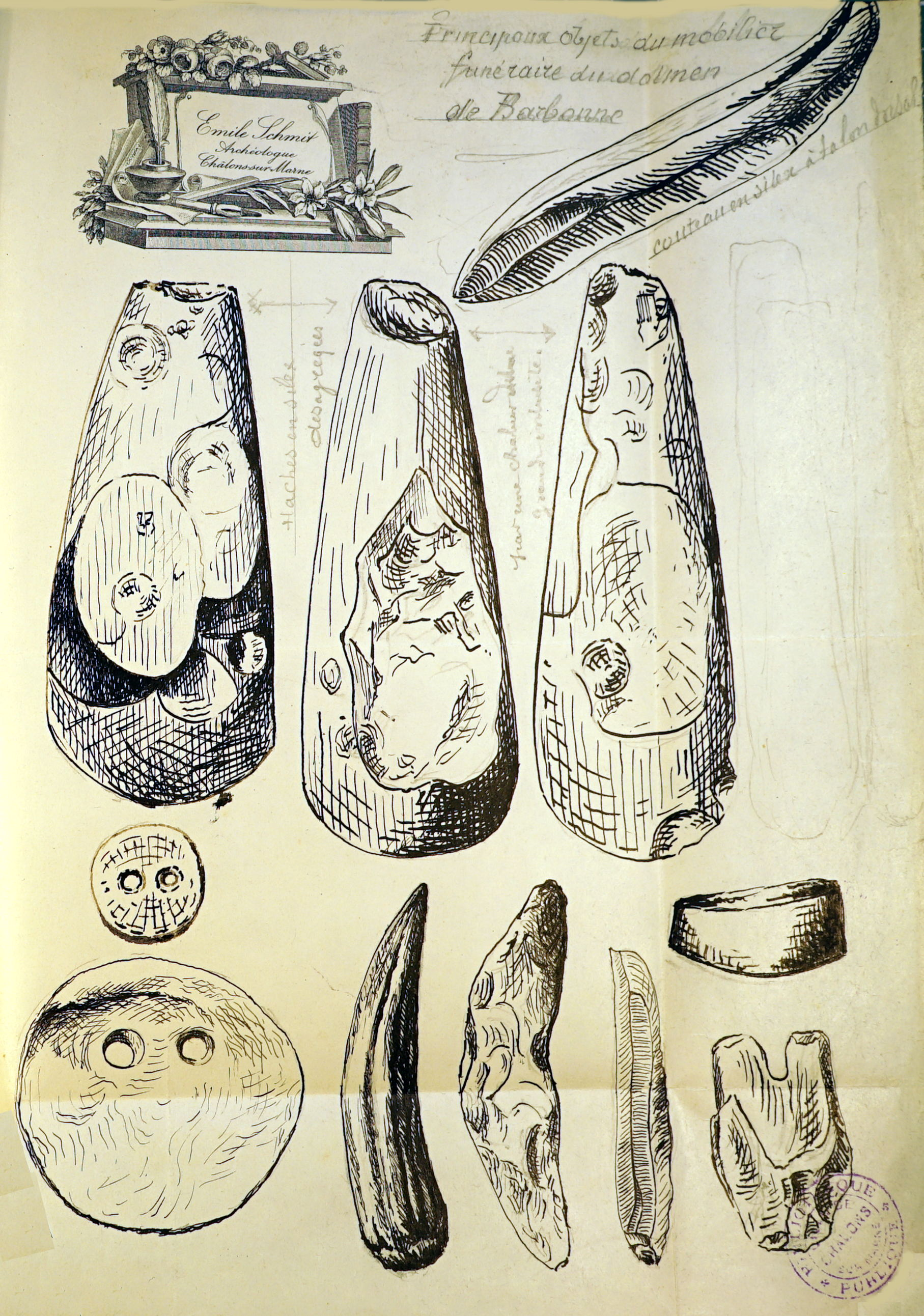
Objets découverts lors des fouilles.

La tombe a été creusée dans le substrat rocheux en craie sur 2,50 m de longueur, 1,90 m de largeur et 1,80 m de profondeur. Elle est entourée d'un fossé de drainage. Le sol est recouvert de pierres qui ont été préalablement chauffées et déposées sur le sol qui avait lui-même subi un feu ardent, l'ensemble en durcissant a constitué un « véritable béton ». La tombe fut recouverte d'une unique dalle en poudingue (grès quartzeux à galets noirs) d'origine locale reposant sur deux piliers en grès d'environ 1 m de hauteur côté sud et directement sur le sol en craie côté nord. Les deux piliers qui débordent au-dessus de la fosse ont été consolidés avec des murets en pierre dont la base est scellée dans le sol de la chambre. La dalle de couverture mesure 4 m de long sur 4 m de large sur les 3/4 de sa longueur puis elle se rétrécit en forme d'amande, pour une épaisseur allant de 0,60 à 0,80 m. À l'origine, elle mesurait 5,50 m de longueur mais elle fut endommagée lors de sa découverte ainsi qu'un des deux piliers qui a été brisé.

## Matériel archéologique
Dix-huit squelettes avaient été exhumés avant le début des fouilles. Lors de ses fouilles, Schmit mis au jour des ossements (crâne, maxillaire, os longs) comportant des traces d'incinération. Dans la chambre, Schmit découvrit une couche de cendre de 0,20 m d'épaisseur, ce qui laisse supposer que l'incinération des corps aurait été réalisée sur place. Schmit estime qu'après un premier dépôt funéraire, la tombe fut alors recouverte par la dalle de couverture. Ultérieurement d'autres corps furent inhumés en position accroupie. La dernière couche était constituée d'ossements sans connexion anatomique correspondant à des inhumations secondaires dont un certain nombre de crânes. Selon Schmit, la tombe aurait accueilli les ossements d'une cinquantaine d’individus distincts.
Le mobilier archéologique comprend des objets domestiques (1 aiguille en bois, 1 perçoir en andouiller de cerf), quelques fragments de céramique rouge et noir et un petit matériel lithique en silex : trois haches complètes, de 10 à 12 cm de longueur, et le fragment d'une quatrième moitié moins longue découvertes sous le dallage de la chambre, une vingtaine de lames et un petit affiloir. Les éléments de parure correspondent à trois amulettes rondes en coquille perforées de deux trous parallèles. Divers ossements d'animaux retrouvés (cheval, blaireau et oiseau) pourraient correspondre à des restes d'offrandes.